# María Eugenia Larraín
María Eugenia Larraín Calderón (n. 16 octombrie 1973, Santiago de Chile, Chile), cunoscută sub numele de Kenita Larraín, este un model și o persoană mondenă⁠(d) chiliană.

## Filmografie
- Tarde Millonaria (Canal 13)
- Sal y Pimienta (Mega)
- Futgol (Canal 13)
- Sin Barrera (Chilevisión)
- Sábado Gigante (Canal 13)
- Para eso estamos (Canal 13)
- Zoom Deportivo (TVN)
- Morandé con Compañía (Mega)
- Noche de Juegos (TVN)
- Viva la mañana (Canal 13)
- SQP (Chilevisión)
- Pollo en Conserva (Red Televisión)
- Un amor indomable (ATV, Perú)
- El baile en TVN (TVN)
- Astros de la risa (Panamericana Televisión, Peru)
- Bailando por un Sueño 2008 (Canal 13, Argentina)
- Pelotón VIP (TVN)
- Fiebre de Baile 3 (CHV)
- La Barra del Mundial (TVN)